# Smaranda Olarinde
Smaranda Olarinde là giáo sư luật người Nigeria, Chủ tịch Hiệp hội giáo viên luật Nigeria và là Hiệu trưởng đương nhiệm của trường đại học Luật, Đại học Afe Babalola. Năm 1995, cô là Nhà nghiên cứu pháp lý của UNICEF cho Nhà nước Nigeria và Oyo.

## Nghề nghiệp
Cô đã có ba thập kỷ kinh nghiệm tích lũy với tư cách là một giáo viên luật, học giả, nhà nghiên cứu và hành nghề luật. Nền tảng pháp lý của cô, trong cả hai hệ thống luật dân sự (România) và thông luật (Nigeria), thêm vào hồ sơ đa ngành đa dạng của cô. Trọng tâm của cô là tập trung vào quyền và sự bảo vệ của phụ nữ, trẻ em và thanh thiếu niên. Năm 1989, cô là nhà nghiên cứu pháp lý cho: IDRC về quyền sử dụng đất và tiếp cận đất đai cho phụ nữ. Bà cũng từng là Nhà nghiên cứu pháp lý cho Ngân hàng Thế giới về Phát triển Luật và Tình trạng Phụ nữ (1990) và Hướng tới Chiến lược Giới ở Nigeria (1992); Hà Lan, Israel và Nigeria nghiên cứu chung về Tình dục trẻ em gái (2002); v.v. Cô là một trong những người nghĩ rằng cảm ơn vì đã bảo vệ trẻ em hợp pháp tại bang Oyo và Điều phối viên của Liên đoàn Luật sư Phụ nữ Quốc tế (FIDA), Ủy ban soạn thảo về Luật Quyền trẻ em, bang Oyo. Cô tích cực tham gia vào việc đào tạo sinh viên luật ở cấp đại học và sau đại học, cũng như các bác sĩ lâm sàng luật để tham gia vào các dịch vụ cộng đồng liên quan đến tư vấn pháp lý chuyên nghiệp. Cô là một quản trị viên đa năng, đã chiếm các vị trí lãnh đạo của Acting Provost, College of Law; Quyền Trưởng phòng Luật công và quốc tế (ba nhiệm kỳ) Đại học Ibadan; Sub Dean Đại học và tiên phong Sub Dean Sau đại học, Khoa Luật, Đại học Ibadan.

## Cuộc sống cá nhân
Smaranda là mẹ của Freeze of Cool FM Ifedayo Olarinde. Bà ấy là người gốc România.